# بی‌کمانان
بی‌کمانان یا آناپسید (نام علمی: Anapsida) آب‌پرده‌دارانی هستند که در جمجمه خود حفره‌ای نزدیک گیجگاه ندارند. این زیرده از خزنده‌چهرگان شامل پیراخزندگان و در گذشته شامل لاکپشت‌ها نیز می‌شده اما پژوهش‌های ژنتیکی نشان می‌دهند که لاکپشت‌ها در اصل نوعی از دوکمانان هستند و ساختار مشابه جمجمه آنها با بی‌کمانان در اثر فرگشت همگرا به وجود آمده است.